# SK Merani Martvili
El SK Merani Martvili és un club de futbol de Geòrgia, de la ciutat de Martvili.
Va ser fundat el 1955. Prèviament fou anomenat Salkhino Gegechkori (època soviètica), Chkondidi Martvili i Salkhino Martvili.